# Migliori prestazioni italiane nei 10000 metri piani

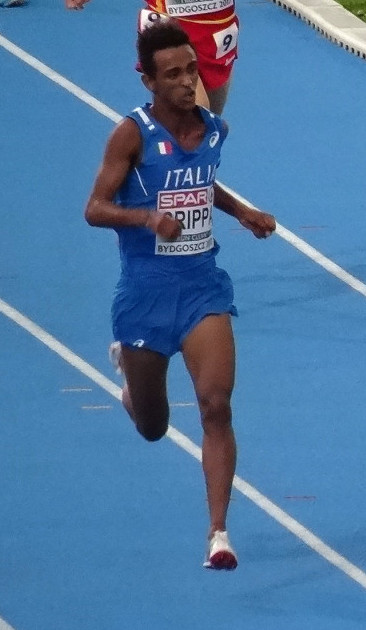
Yemaneberhan Crippa, primatista italiano dei 10000 m

La lista delle migliori prestazioni italiane nei 10000 metri piani, aggiornata periodicamente dalla Federazione Italiana di Atletica Leggera, raccoglie i migliori risultati di tutti i tempi degli atleti italiani nella specialità dei 10000 metri piani.

## Maschili
Statistiche aggiornate al 2 ottobre 2022.
|     | Tempo    | Atleta              | Luogo      | Data           |
| --- | -------- | ------------------- | ---------- | -------------- |
| 1.  | 27'10"76 | Yemaneberhan Crippa | Doha       | 6 ottobre 2019 |
| 2.  | 27'16"50 | Salvatore Antibo    | Helsinki   | 29 giugno 1989 |
| 3.  | 27'24"16 | Francesco Panetta   | Helsinki   | 29 giugno 1989 |
| 4.  | 27'31"48 | Venanzio Ortis      | Praga      | 29 agosto 1978 |
| 5.  | 27'32"86 | Daniele Meucci      | Palo Alto  | 29 aprile 2012 |
| 6.  | 27'37"59 | Alberto Cova        | Losanna    | 30 giugno 1983 |
| 7.  | 27'42"65 | Franco Fava         | Helsinki   | 30 giugno 1977 |
| 8.  | 27'43"97 | Stefano Mei         | Oslo       | 5 luglio 1986  |
| 9.  | 27'43"98 | Stefano Baldini     | Bratislava | 29 maggio 1996 |
| 10. | 27'44"05 | Marco Mazza         | Camaiore   | 6 aprile 2002  |

## Femminili
Statistiche aggiornate al 9 agosto 2024.
|     | Tempo    | Atleta             | Luogo          | Data           |
| --- | -------- | ------------------ | -------------- | -------------- |
| 1.  | 30'43”35 | Nadia Battocletti  | Parigi         | 9 Agosto 2024  |
| 2.  | 31'05"57 | Maura Viceconte    | Heusden-Zolder | 5 agosto 2000  |
| 3.  | 31'24"12 | Silvia Sommaggio   | Heusden-Zolder | 5 agosto 2000  |
| 4.  | 31'25"41 | Federica Del Buono | Roma           | 11 giugno 2024 |
| 5.  | 31'27"82 | Maria Guida        | Göteborg       | 9 agosto 1995  |
| 6.  | 31'37"43 | Veronica Inglese   | Amsterdam      | 6 luglio 2016  |
| 7.  | 31'38"45 | Elisa Palmero      | Roma           | 11 giugno 2024 |
| 8.  | 31'45"14 | Nadia Ejjafini     | Bilbao         | 3 giugno 2012  |
| 9.  | 31'56"49 | Agata Balsamo      | Trento         | 31 maggio 2000 |
| 10. | 32'02"37 | Nadia Dandolo      | Spoleto        | 31 agosto 1990 |